# Théorème d'interversion des limites
En topologie et en analyse, le théorème d'interversion des limites s'applique à une fonction d'un espace produit dans un espace complet.

## Énoncé
Soient
- X et Y deux espaces topologiques,
- E un espace métrique complet,
- a un point adhérent dans X à une partie A,
- b un point adhérent dans Y à une partie B et
- f une application de A × B dans E.

On suppose qu'il existe des applications g : A → E et h : B → E telles que
1. {\displaystyle \lim _{y\to b}f(x,y)=g(x)} uniformément sur A et
2. {\displaystyle \lim _{x\to a}f(x,y)=h(y)} simplement sur B.

Alors f possède une limite au point (a, b) ; en particulier, les limites de h en b et de g en a existent et sont égales :

## Corollaire
Le cas particulier B = ℕ, b = +∞ et Y = ℕ ∪ {+∞} muni de la topologie de l'ordre ou de la topologie cofinie (pour lesquelles les voisinages +∞ sont les mêmes) donne :

Soient X un espace topologique, E un espace métrique complet, a un point adhérent dans X à une partie A et (fn) une suite de fonctions de A dans E. Si
1. (fn) converge uniformément sur A vers une fonction g et
2. pour tout entier n, la fonction fn admet en a une limite hn

alors la fonction g admet une limite en a et la suite (hn) converge vers cette limite :
{\displaystyle \lim _{n\to \infty }\left(\lim _{x\to a}f_{n}(x)\right)=\lim _{x\to a}\left(\lim _{n\to \infty }f_{n}(x)\right)}.